# Lyalyaagadzhy
Lyalyaagadzhy (ryska: Ляляагаджи) är en ort i Azerbajdzjan.   Den ligger i distriktet Zərdab Rayonu, i den centrala delen av landet, 190 km väster om huvudstaden Baku. Antalet invånare är 591.
Terrängen runt Lyalyaagadzhy är mycket platt. Närmaste större samhälle är Zardob, 8,1 km nordost om Lyalyaagadzhy.
Trakten runt Lyalyaagadzhy består till största delen av jordbruksmark. Runt Lyalyaagadzhy är det ganska tätbefolkat, med 62 invånare per kvadratkilometer.